# Gutzon Borglum
John Gutzon de la Mothe Borglum, ofte blot kaldet Gutzon Borglum (født 25. marts 1867, død 6. marts 1941) var en amerikansk maler og billedhugger, der var berømt for at have skabt nationalmonumentet af de fire amerikanske præsidenters hoveder i Rushmore, South Dakota såvel som for andre offentlige kunstværker som buste af Abraham Lincoln. Gutzon var bror til billedhugger Solon Borglum.

## Slægt og familiehistorie
Stamfaderen til den berømte Borglum-familie var kannik på Børglum Kloster indtil 1536, hvorefter han blev den første lutheranske præst i Børglum.
Gutzons far, Jens Møller Haugaard Børglum, var snedker i Vennebjerg, men emigrerede til USA, hvor han endte med at blive læge.
Jens Børglum blev mormon, da han bosatte sig i Idaho-området, hvor en del mormoner havde kolonier, før de samlede sig i Utah. Jens blev her polygamt gift med to danske søstre: den første kone, Ida Mikkelsen, og senere Gutzons mor, Christina Mikkelsen. Jens fik børn med begge hustruer. Herefter besluttede Jens at forlade snedkeriet og landsbylivet, skifte karriere og flytte til en anden delstat. I andre amerikanske delstater, såsom Nebraska, var polygami dog forbudt ved lov og et stort tabu. Jens ville gerne blive til noget udenfor mormonsamfundet, så han forlod mormonismen og blev skilt fra Christina, som han havde sønnerne Gutzon og Solon med.
I 1877 blev Jens og Christina skilt, og Jens forlod mormonismen. Jens flyttede herefter med sin første kone, Ida, og alle sine børn fra begge hustruer til Saint Louis, Missouri. I Saint Louis blev Jens uddannet til læge på Missouri Medical College. I 1874 flyttede Jens med Ida og børnene til Nebraska, hvor han blev county doctor, hvilket svarer til amtslæge, og oprettede sin lægepraksis i byen Fremont, Nebraska.

## Gutzons liv og gerning
Gutzon blev født i 1867 i den afsides landsby St. Charles, der i dag ligger i Bear Lake County) i Idaho (dengang territorie, fra 1890 delstat), hvor mormoner havde koloni siden 1864.
I 1877 blev Gutzons forældre skilt. Faren flyttede herefter med sin første kone, Ida, og alle sine børn fra begge hustruer til Saint Louis, Missouri, inden de senere flyttede til Fremont, Nebraska. Da polygami var et tabu i disse områder, blev farens første kone, Ida, fejlagtigt ofte antaget for at være Gutzons biologiske mor. I sin selvbiografi lyver Gutzon da også om sin mor og påstår, at hun døde, da han var lille.
Gutzon boede i Fremont frem til 1882, hvor faren sendte ham til St. Mary's College i Kansas. Efter et kort ophold i Kansas vendte Gutzon dog tilbage til Nebraska, hvor han stod i lære i et maskinværksted.
I Nebraska fik Gutzon eksamen fra Creighton Preparatory School.
Gutzon blev oplært i Paris på Académie Julian, hvor han kom til at kende Auguste Rodin og blev påvirket af Rodins impressionistiske lysfangende overflader.
Tilbage i USA lavede han i New York City skulpturer af helgener og apostle til den nye Cathedral of Saint John the Divine.
I 1901 fik han en skulptur optaget på Metropolitan Museum of Art, hvilket var første gang, museet erhvervede en skulptur, der var udført af levende amerikansk kunstner. Gutzon gjorde sig endvidere bemærket med nogle portrætter, og han vandt også Logan Medal of the Arts.
I 1909 blev Gutzon gift med Mary Montgomery, som døde i Texas i december 1955. I 1912 fik Gutzon og hustruen sønnen Lincoln.
I 1931 besøgte Gutzon Danmark for første gang.
Mellem 4. oktober 1927 og 31. oktober 1941 udskar Gutzon og 400 arbejdere den kolossale 18 meter høje skulptur af USA's præsidenter George Washington, Thomas Jefferson, Theodore Roosevelt og Abraham Lincoln for at repræsentere de første 150 år af Amerikas historie. Disse præsidenter udvalgtes af Borglum på grund af deres rolle i bevarelsen og udvidelsen af af Republikken og dens territorium. Ved Gutzons død i marts 1941 manglede kun detaljer på selve figurerne, så sønnen Lincoln Borglum påtog sig opgaven at fuldføre arbejdet.

### Personlige karaktertræk
Gutzon havde høje tanker om sig selv. Han så sig selv i slægt med vikingerne og udviklede en teori om, at vikingerne og grækerne er i familie med hinanden, og at han således er en levende frugt af de gamle græske idealer. Da Gutzon blev etableret som kunstner, men han levede groft over evne og iscenesatte sig som en stor succes i dyre omgivelser, mens kreditorerne bankede på atelierdøren.
Da hans navn som anerkendt kunstner var slået fast, var han konstant utilfreds med, at ikke alle hyldede ham som et geni. Hvis en udstillingskomité undlod at invitere ham med i en skulpturkonkurrence, gjorde han alt for at miskreditere arrangørerne offentligt. Det var alt eller intet med Gutzon, og højesteretsdommer Felix Frankfurter sagde engang: "Gutzon er vild med krig, seks krige ad gangen".

## Eftertiden
Gutzon er i dag ikke et navn, mange kender, selvom han var meget anerkendt i sin samtid.
Gutzon var tilhænger af teorien om De Store Mænd. Ifølge denne teori drives historien frem af storslåede mænds handlekraft. Den målrettede statsmand har evnerne til egenhændigt at vende udviklingen og forme et lands skæbne. Teorien om De Store Mænd dateres ofte til 1840'erne. Siden Gutzons død er teorien dog blevet miskrediteret, og Gutzon omfavnede med hud og hår De Store Mænd-teorien. En stor mand var for Gutzon en hvid mand, så han blev medlem af Ku Klux Klan og skrev opflammende debatindlæg imod indvandringen til USA.
Gutzons monument i Mount Rushmore er en heltehyldest, men ofrene for den hvide mands hærgen i USA ser anderledes på monumentet, end Gutzon gjorde. Det har været kritiseret, at Gutzons værk er lavet i et bjerg, der havde stor betydning for Sioux-indianerne.
Gutzons kunstsyn er desuden langt fra det moderne kunstsyn. Gutzon mente, at kunsten alene stod i skønhedens tjeneste. En billedhugger skulle vise historiske personer i smukke positurer og så formfuldendt som muligt. Han var ikke alene med sin opfattelse, for i Gutzons samtid kappedes kunstnerne i USA om at få de mange opgaver i skøn billedhuggerkunst, som myndighederne udliciterede i kølvandet på Borgerkrigen. Opfattelsen dengang var, at kunsten skulle binde nationen sammen og vise personligheder, der samlede borgerne i fælles demokratisk og national enhed.